# Oliver Janich
Oliver Janich, nacido el 3 de enero de 1969 en Múnich, es periodista y autor alemán. Fue cofundador y es el primer presidente del Partido de la Razón (en alemán, Partei der Vernunft) desde mayo del 2009.

## Biografía
Janich completó el aprendizaje como un empleado de banco y estudió la economía de la empresa. Se empleó en las revistas Euro am Sonntag y Focus Money, y después escribió como un periodista independiente para la Financial Times Deutschland, para la Euro, el Süddeutsche Zeitung y por fin para Kopp Online.

## Obras
- Money-Management. Rationalität und Anwendung des Fixed-fractional-Ansatzes. TM-Börsenverlag, Rosenheim 1996, ISBN 3-930851-10-5
- Das Kapitalismus-Komplott. Die geheimen Zirkel der Macht und ihre Methoden. FinanzBuch-Verlag, München 2010, ISBN 978-3-89879-577-7